# Mionectes galbinus
El mosquero rayadito (Mionectes galbinus) es una especie de ave paseriforme de la familia Tyrannidae perteneciente al género Mionectes, anteriormente considerada un grupo de subespecies de Mionectes olivaceus. Es nativa del este de América Central y del norte y oeste de América del Sur; también en Trinidad.

## Distribución y hábitat
Se distribuye desde Panamá, hacia el sur, a occidente de los Andes, por el oeste de Colombia y Ecuador; y a oriente de los Andes, por Colombia hacia el este hasta el norte de Venezuela y Trinidad y Tobago, y hacia el sur por el este de Ecuador, hasta el sureste de Perú y noroeste de Bolivia.
Esta especie es considerada bastante común en su hábitat natural: el sotobosque de selvas húmedas montanas y bajas, subtropicales o tropicales, principalmente por debajo de los 2000 m de altitud, a lo largo de la base oriental de los Andes no se encuentra por debajo de los 400 m.

## Sistemática

### Descripción original
La especie M. galbinus fue descrita por primera vez por el ornitólogo estadounidense Outram Bangs en 1902 bajo el nombre científico de subespecie Mionectes olivaceus galbinus; la localidad tipo es: «La Concepción, 3000 pies [c. 915 m], Sierra Nevada de Santa Marta, Colombia».

### Etimología
El nombre genérico masculino «Mionectes» deriva del griego «meionektēs» que significa ‘pequeño’, ‘que sufrió pérdidas’; y el nombre de la especie «galbinus» en latín significa ‘amarillo verdoso’.

### Taxonomía
La presente especie es tradicionalmente tratada como el grupo de subespecies M. olivaceus galbinus del mosquero oliváceo (Mionectes olivaceus) pero fue separada como especie plena con base en diferencias morfológicas y de vocalización, lo que fue reconocido por las principales clasificaciones. Sin embargo, tanto el Comité de Clasificación de Sudamérica (SACC) en la Propuesta No 966, como el Comité de Clasificación de Norte y Mesoamérica (N&MACC) en la Propuesta 2022-C-16, rechazaron la separación debido a la insuficiencia de datos más completos tanto genéticos como de vocalización involucrando todos los taxones del complejo M. olivaceus.
Las principales diferencias morfológicas apuntadas para justificar la separación son: M. olivaceus tiene las partes superiores y el pecho de color oliva grisáceo ligeramente más pálido y el vientre amarillo marginalmente más brillante. Su canto es muy diferente, una nota aparentemente continua, en realidad muchas notas muy cortas y muy rápidas, oscilando en timbre. También difiere de la adyacente subespecie (parapátrica o casi parapátrica) hederaceus por su tamaño ligeramente menor pero con un pico notablemente menor.
La subespecie propuesta M. g. improvisus Todd, 1952  (del norte del valle del Cauca) se incluye en hederaceus; las subespecies propuestas M. g. pallidus Chapman, 1914 (de los Andes orientales de Colombia en Magdalena y norte de Meta) y M. g. meridae J.T. Zimmer, 1941 (del noroeste de Venezuela y adyacente noreste de Colombia) son indistintas y se tratan como sinónimos de venezuelensis.

### Subespecies
Según las clasificaciones del Congreso Ornitológico Internacional (IOC) y Clements Checklist/eBird se reconocen cuatro subespecies, con su correspondiente distribución geográfica:
- Mionectes galbinus hederaceus Bangs, 1910 – Panamá (al este desde Veraguas), norte y oeste de Colombia (valle del Cauca, pendiente occidental y tierras bajas) y oeste de Ecuador (al sur hasta Loja).
- Mionectes galbinus galbinus Bangs, 1902 – región de la Sierra Nevada de Santa Marta en el norte de Colombia.
- Mionectes galbinus venezuelensis Ridgway, 1906 – Serranía del Perijá, norte de Venezuela (Falcón a Sucre) y hacia el sur a lo largo de la base oriental de los Andes hasta el sur de Colombia (oeste de Meta); también en Trinidad.
- Mionectes galbinus fasciaticollis Chapman, 1923 – base oriental de los Andes desde el sur de Colombia (oeste de Putumayo) hacia el sur hasta el sur de Perú y extremo noroeste de Bolivia (La Paz)